# Incendie de la discothèque Pulse
L’incendie de la discothèque Pulse a lieu le 16 mars 2025 à 2 h 35 à Kočani, en Macédoine du Nord. La discothèque Pulse, qui accueille un concert du groupe de hip-hop DNK (en) rassemblant environ 500 spectateurs, est victime d'un départ de feu qui embrase rapidement tout le bâtiment. 
Au moins 61 personnes sont tuées et plus de 150 sont blessées. Parmi les morts figurent tous les membres du groupe DNK sauf un.

## Déroulement
Le 16 mars 2025 à 2 h 35 du matin, environ 500 personnes assistent à un concert du groupe de hip-hop macédonien DNK, dans la discothèque Pulse de Kočani. Le bâtiment abritant la boîte de nuit est une structure d'un seul étage qui était auparavant utilisée comme entrepôt de tapis.
Les engins pyrotechniques utilisés pendant la performance enflamment les poutres en bois soutenant le plafond de la salle, provoquant un incendie qui se propage rapidement et son effondrement partiel. Des vidéos prises des feux d'artifice et de l'incendie qui suit montrent les personnes présentes tenter d'éteindre les flammes, certains clients assistant à la lutte contre l'incendie tandis que d'autres évacuent les lieux. Les survivants signalent qu'une bousculade a lieu alors que les gens fuient vers les sorties du club. L'un des membres du groupe demande à la foule d'évacuer, promettant que le groupe reviendra pour un nouveau concert.
Les autorités transportent des dizaines de blessés vers les hôpitaux des villes de Štip, Kočani et Skopje et la Bulgarie envoie son avion militaire Spartan pour transférer au total 15 blessés vers des unités de soins spécialisées à Sofia et Varna,. Au moins un organisateur du concert est arrêté. Les pompiers des villes voisines sont déployés pour éteindre l'incendie.

## Victimes
Au moins 59 personnes sont tuées le 16 mars et 155 personnes sont blessées. Tous les blessés sont âgés de 14 à 25 ans et sont de nationalité macédonienne. Après le décès de patients hospitalisés, le bilan au 7 avril est de 61 morts.
Parmi les blessés, 27 personnes souffrant de graves brûlures sont transportées à l'hôpital St. Naum Ohridski de Skopje, 24 sont amenées dans un centre clinique voisin, 18 à l'hôpital général de la ville, dont deux dans un état critique et 15 sont transférés vers des hôpitaux en Bulgarie. En raison de la gravité des blessures résultant de brûlures et d'inhalation de fumée, certains blessés sont transférés dans des unités spécialisées dans des hôpitaux et des cliniques de Skopje et de Štip. De nombreuses victimes sont difficiles à identifier car elles ne possèdent pas leur pièce d’identité. Le ministre de l'Intérieur Panče Toškovski déclare que plus de vingt mineurs sont blessés et au moins trois mineurs sont morts.
En date du 7 avril 2025, 66 blessés sont soignés à l'étranger et dix en Macédoine du Nord. Deux sont dans un état critique.
Andrej Gjorgieski, l'un des deux chanteurs du groupe DNK, meurt dans l'incendie, ainsi qu'Aleksandar Efremov le photographe du groupe, la choriste Sara Projkovska, le batteur Gjorgji Gjorgiev et le claviériste Filip Stevanovski. Deux membres du groupe sont grièvement blessés et meurent plus tard de leurs blessures. Vladimir Blazev, l'autre chanteur du groupe, subit des brûlures au visage et aux mains et est placé sous oxygénothérapie,. 
Un policier chargé de contrôler la consommation de drogues et la présence de mineurs dans la discothèque meurt également dans l'incendie. Andrej Lazarov, joueur de football du KF Shkupi, est victime d'une inhalation de fumée alors qu'il tente de sauver des clients du club. Il meurt peu de temps après.

## Enquête
Le ministre de l'Intérieur, Panče Toškovski, indique le 16 mars que la licence d'exploitation de la boîte de nuit Pulse a été obtenue de manière frauduleuse, par des faits de corruption, et que l'établissement n'avait pas l'autorisation légale d'accueillir du public. Il indique aussi que plus de 20 personnes sont soupçonnées dans le cadre de l'enquête. Parmi elles figurent du personnel de direction et de sécurité de la discothèque, des fonctionnaires du ministère de l'Économie et deux des principaux membres du groupe DNK. Plusieurs des suspects meurent ou sont blessés dans l'incendie. L'ancienne secrétaire d'État au ministère de l'Économie, Razmena Durović, est arrêtée après que les enquêteurs ont découvert qu'elle est à l'origine de la signature d'une fausse licence d'exercice.
Au 7 avril 2025, plus de 30 personnes et trois entreprises sont soupçonnées d'avoir une responsabilité dans l'incendie, dont sept policiers, l'ancienne secrétaire d'État de l'Économie sus-nommée et des fonctionnaires de son ministère, trois anciens maires de Kočani, d'ex-chefs de l'Inspection nationale des marchés.

## Réactions
Le gouvernement macédonien annonce sept jours de deuil national et décrète des inspections dans les autres établissements du pays pour vérifier leur conformité aux normes de sécurité.
Les pays voisins — Grèce, Turquie, Bulgarie et Serbie — apportent leur soutien aux autorités macédoniennes, en prenant en charge des blessés dans leurs hôpitaux ou en envoyant sur place des secouristes et des ambulances.
La Bulgarie a décrété un jour de deuil national le 18 mars en signe de solidarité.